# Liste der Chief Minister von Uttarakhand
Die folgende Tabelle listet die Chief Minister von Uttarakhand mit Amtszeit und Parteizugehörigkeit auf.
| # | Name                    | Amtsantritt      | Ende der Amtszeit | Partei                     |
| 1 | Nityanand Swami         | 9. November 2000 | 30. Oktober 2001  | Bharatiya Janata Party     |
| 2 | Bhagat Singh Koshyari   | 30. Oktober 2001 | 2. März 2002      | Bharatiya Janata Party     |
| 3 | Narayan Dutt Tiwari     | 2. März 2002     | 8. März 2007      | Indischer Nationalkongress |
| 4 | Bhuvan Chandra Khanduri | 8. März 2007     | 24. Juni 2009     | Bharatiya Janata Party     |
| 4 | Ramesh Pokhriyal        | 24. Juni 2009    | 13. März 2012     | Bharatiya Janata Party     |
| 4 | Vijay Bahuguna          | 13. März 2012    | 31. Januar 2014   | Indischer Nationalkongress |
| 5 | Harish Rawat            | 1. Februar 2014  | 17. März 2017     | Indischer Nationalkongress |
| 6 | Trivendra Singh Rawat   | 18. März 2017    | 9. März 2021      | Bharatiya Janata Party     |
| 7 | Tirath Singh Rawat      | 10. März 2021    | 4. Juli 2021      | Bharatiya Janata Party     |
| 8 | Pushkar Singh Dhami     | 4. Juli 2021     | im Amt            | Bharatiya Janata Party     |